# Rho Puppis
Rho Puppis (Tureis, 253 Puppis) é uma estrela na direção da constelação de Puppis. Possui uma ascensão reta de 08h 07m 32.70s e uma declinação de −24° 18′ 16.0″. Sua magnitude aparente é igual a 2.83. Considerando sua distância de 63 anos-luz em relação à Terra, sua magnitude absoluta é igual a 1.41. Pertence à classe espectral F2mF5IIp. É uma estrela variável δ Scuti.